# توماس جورج
توماس جورج (انگلیسی: Thomas George؛ زادهٔ ۲۲ سپتامبر ۱۹۹۴) قایقران روئینگ اهل بریتانیا است.
وی در مسابقات کشوری و بین‌المللی در مجموع برندهٔ ۱ مدال طلا، ۱ مدال نقره، ۲ مدال برنز شده‌است.